# Muthyalammanahalli, Madhugiri
Muthyalammanahalli là một làng thuộc tehsil Madhugiri, huyện Tumkur, bang Karnataka, Ấn Độ.